# Greaser

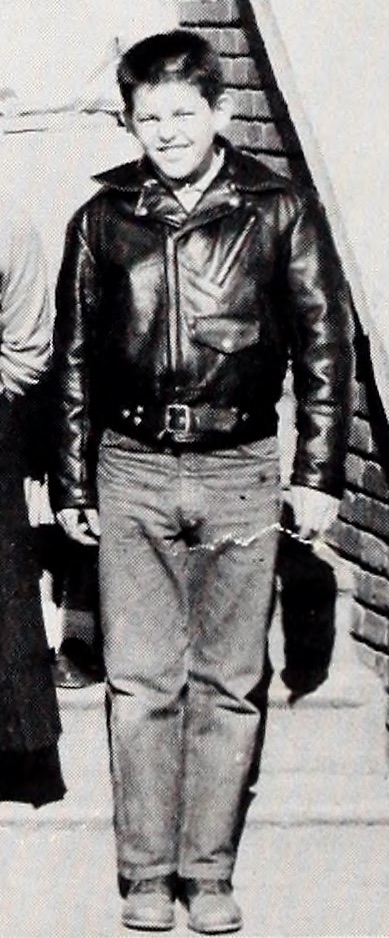
Exemple de moda greaser dels anys 50

Greaser és el nom d'una tribu urbana de mitjans del segle XX que té l'origen del seu nom en un terme despectiu aplicat membres de la classe baixa dels Estats Units del segle xix. Posteriorment va ser adoptat pels joves d'aquesta condició com una etiqueta identitària. Va triomfar entre els anys 40 i 60 i es va fer popular gràcies a la pel·lícula Grease.
Els nois greasers portaven pentinats amb brillantina (d'on prové el nom del grup), caçadores de cuir i texans o pantalons amples. Les noies portaven pentinats alts, roba ajustada (es va posar de moda el pantaló capri i jaquetes curtes de tela o cuir. Ambdós escoltaven rock and roll i emulaven l'estil de vida de les seves cançons, amb concentracions sorolloses i presència de cotxes i motos a les festes. Van ser mal vistos per les classes benestants, perquè els associaven amb risc de violència i costums sexuals laxos.